# Mu'nis
Muʾnis al-Khādim - in arabo مؤنس ﺍﻟﺨﺎﺩﻡ‎?, ovvero al-Muzaffar in arabo مؤنس المظفر‎? - (m. 933/934) fu il comandante delle forze militari abbasidi durante il califfato di al-Muqtadir. I suoi numerosi successi sul campo lo aiutarono a frenare un declino ormai irreversibile del Califfato durante l'intera sua vita. La particolare incompetenza del Califfo, tuttavia, causò infine la rovina di Mu'nis e ne determinarono la violenta fine.
L'ascesa di Muʾnis avvenne sotto al-Muwaffaq, il reggente-fratello del califfo al-Muʿtamid. Durante il regno di al-Muqtadir egli evitò che si concludesse con successo un colpo di mano contro il Califfo nel 909. 
Guidò un esercito nel Fars in 910, che si concluse con la cattura dell'Emiro saffaride al-Layth ibn Tahir al-Saffar e riuscì a reincorporare il Fars nei domini califfali. Salvò l'Egitto da una prima invasione fatimide nel 915, grazie a cui si guadagnò il laqab di al-Muzaffar (il Trionfatore). Nel 918 e nel 919 Muʾnis fu in Azerbaigian. Infine sconfisse e imprigionò il suo comandante ribelle, il Sayyid Yusuf ibn Abi l-Saj, malgrado non riuscisse a ripristinare nell'Azerbaigian il potere diretto del Califfo. Nel 920 bloccò ancora una volta l'invasione di un nuovo esercito fatimide, inviato a conquistare l'Egitto.
Le relazioni tra Muʾnis e al-Muqtadir non furono sempre cordiali; a un certo momento, anche al-Muqtadir ordì un complotto mirante ad assassinare l'anziano suo generale. Nel 932 Muʾnis, avendo intuito una trama ai suoi danni del Califfo al-Muqtadir, marciò su Baghdad. Al-Muqtadir si scontrò con lui con le forze a lui fedeli ma fu sconfitto e ucciso. 
Il suo successore al Califfato, al-Qahir, per sfortuna di Muʾnis, si mostrò ben peggiore del suo predecessore. Imprigionò Muʾnis, malgrado dovesse proprio a lui la carica califfale, e infine lo fece giustiziare.